# Nazionale femminile di rugby a 15 del Portogallo
La nazionale di rugby a 15 femminile del Portogallo (in portoghese Seleção portuguesa de rugby union feminino) è la selezione di rugby a 15 femminile che rappresenta il Portogallo in ambito internazionale.
Esordiente sulla scena internazionale nel 1995, rimase di fatto dormiente fino al 2021, anno del suo secondo test match e suo terzo incontro di sempre, ivi compresa un'amichevole non internazionale nel 2012; la federazione trascurò l'attività a XV per molto tempo per preferirle quella a VII e solo nel Trofeo europeo 2021-22 una formazione fu rimessa in campo.
Al 2 maggio 2022 la squadra occupa la 39ª posizione del ranking World Rugby.

## Storia

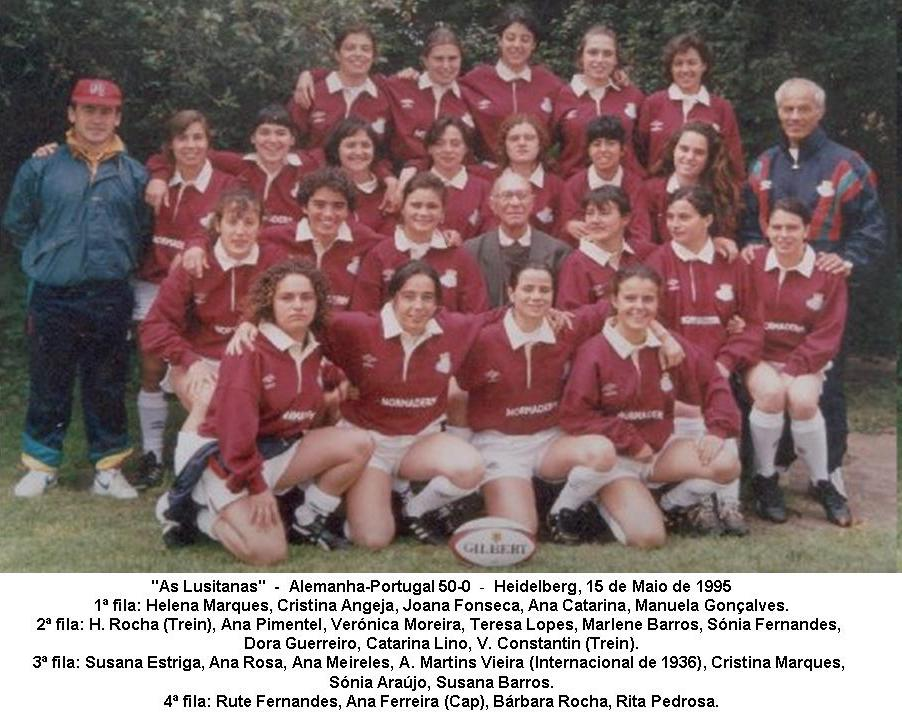
La squadra dell'esordio internazionale nel 1995

Il primo ― e, al 2021, unico ― test match del Portogallo risaliva al 14 maggio 1995 quando a Heidelberg affrontò la Germania.
Tale incontro fu anche l'esordio assoluto della squadra a livello femminile internazionale.
La partita terminò 50-0 per le tedesche e per i successivi 26 anni non ebbe un seguito.
In seguito la federazione preferì investire sul rugby femminile a sette, proposito rinforzato dall'ingresso della disciplina tra le specialità olimpiche.
Nonostante all'epoca il Portogallo mancasse dalla scena internazionale da quasi 21 anni, quando World Rugby istituì nel 2016 il ranking anche per le nazionali femminili incluse le lusitane sulla base del fatto che ogni squadra che avesse esordito prima del 2007 dovesse partire da una dotazione minima di 80 punti da ridurre di 2 per ogni anno di ritardo dal 1987; avendo esordito nel 1995, quindi con un ritardo di 8 anni, il Portogallo scalò 16 punti e rimase da allora fermo a 64 punti.
Il 5 febbraio 2012 la nazionale portoghese disputò un incontro allo stadio nazionale di Lisbona contro una selezione spagnola della Galizia vincendolo 16-7; non furono conferite presenze internazionali per tale partita, che vide in campo la selezione a distanza di quasi 17 anni dalla precedente, e unica, volta.
Il 4 dicembre 2021 il Portogallo tornò in campo dopo 26 anni in un incontro valido per il Trofeo europeo 2021-22, la seconda divisione del campionato continentale: opposte al Belgio allo stadio nazionale di Lisbona, le lusitane si imposero 10-8; grazie a tale vittoria la squadra, che nel frattempo era scesa nel ranking fino al 53º posto per via dell'erosione del monte punti assegnato, riguadagnò 4 posizioni attestandosi al 49º gradino della classifica per nazionali.

## Statistiche di squadra

### Incontri disputati
| Data            | Sede       | Incontro                   | Note           |
| --------------- | ---------- | -------------------------- | -------------- |
| 14 maggio 1995  | Heidelberg | Germania — Portogallo 50-0 | Test match     |
| 4 dicembre 2021 | Lisbona    | Portogallo — Belgio 10-8   | Trofeo europeo |